# Borgundøy
Borgundøy ou Borgundøya, est une île dans le landskap Sunnhordland du comté de Vestland. Elle appartient administrativement à Kvinnherad.

## Géographie
Rocheuse et couverte d'arbres, située dans le Hardangerfjord, directement au sud de Fjeldbergøy, d'une superficie de 11,4 km2, elle s'étend sur environ 6,351 km de longueur pour une largeur approximative de 4,173 km.
Elle compte environ 79 habitants (en 2017), avec environ quatre grandes zones villageoises réparties autour de l'île.
Borgundøya n'est accessible que par la mer, en utilisant des ferries ou des bateaux personnels. Il existe des lignes de ferry régulières de Leirvik- Borgundøya-Fjelbergøya-Halsnøy-Utbjoa (en), reliant plusieurs îles au continent dans le Vindafjord à Utbjoa.